# USS Indiana (BB-58)
USS Indiana (BB-58) là một thiết giáp hạm thuộc lớp South Dakota được Hải quân Hoa Kỳ đưa vào hoạt động trong Chiến tranh Thế giới lần thứ hai. Nó là chiếc tàu chiến thứ tư của Hải quân Mỹ được đặt cái tên này nhằm tôn vinh tiểu bang thứ 19 của Hoa Kỳ. Trong Thế chiến II, chiếc thiết giáp hạm chỉ hoạt động tại Mặt trận Thái Bình Dương, từng tham gia nhiều chiến dịch chủ yếu, và sau khi chiến tranh chấm dứt, nó được cho ngừng hoạt động vào năm 1947 và được bán để tháo dỡ vào năm 1963.

## Thiết kế và chế tạo
Indiana được đặt lườn vào ngày 20 tháng 11 năm 1939 bởi hãng Northrop Grumman Newport News tại Newport News, Virginia. Nó được hạ thủy vào ngày 21 tháng 11 năm 1941, được đỡ đầu bởi Bà Lewis C. Robbins, con gái Thống đốc tiểu bang Indiana Henry F. Schricker, và được đưa vào hoạt động ngày 30 tháng 4 năm 1942 dưới quyền chỉ huy của Thuyền trưởng Đại tá Hải quân A.A. Merrill.

## Lịch sử hoạt động

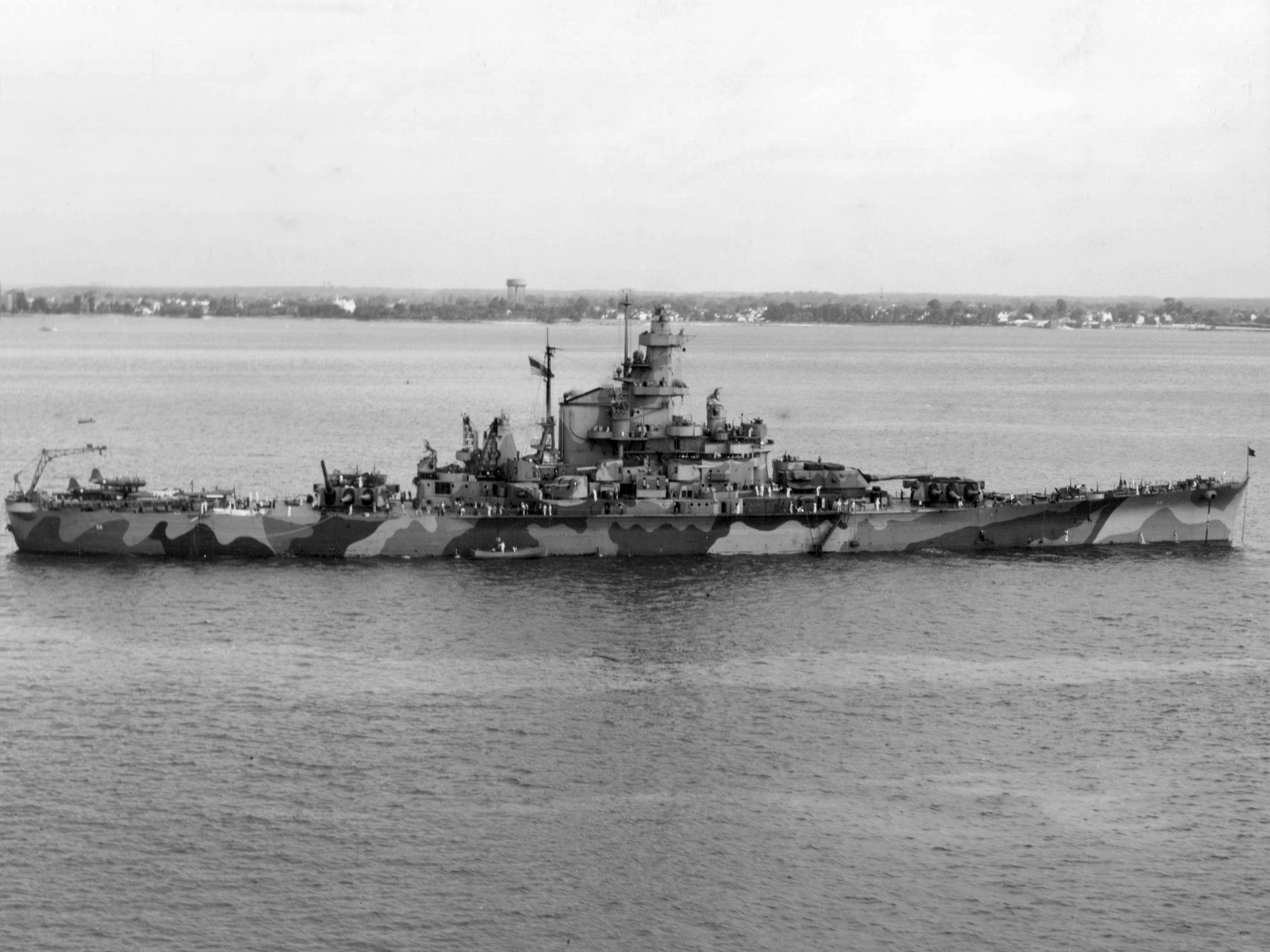
USS Indiana, ngày 8 tháng 9 năm 1942

Sau chuyến đi thử máy tại vịnh Casco, Maine, chiếc thiết giáp hạm mới đi ngang qua kênh đào Panama để củng cố các đơn vị Hạm đội Mỹ tại Thái Bình Dương trong những tháng đầu tiên đầy khó khăn của Thế Chiến II. Nó gia nhập lực lượng của Chuẩn Đô đốc Lee hộ tống cho các tàu sân bay vào ngày 28 tháng 11 năm 1942. Trong 11 tháng tiếp theo sau, Indiana giúp bảo vệ các tàu sân bay Enterprise và Saratoga, sau đó hỗ trợ cho lực lượng Mỹ tiến quân tại quần đảo Solomon.
Indiana đi đến Trân Châu Cảng vào ngày 21 tháng 10 năm 1943, rồi lại khởi hành vào ngày 11 tháng 11 cùng với các lực lượng hỗ trợ cho cuộc tấn công đổ bộ lên quần đảo Gilbert. Chiếc thiết giáp hạm tham gia bảo vệ các tàu sân bay đang hỗ trợ lực lượng Thủy quân Lục chiến trong trận đánh đẫm máu tại Tarawa. Sau đó vào cuối tháng 1 năm 1944 nó bắn phá Kwajalein trong tám ngày trước các cuộc đổ bộ xuống quần đảo Marshall vào ngày 1 tháng 2. Trong đêm đó, khi đang cơ động để tiếp nhiên liệu cho các tàu khu trục hộ tống, Indiana đã va chạm với chiếc thiết giáp hạm Washington, làm thiệt mạng nhiều người. Những sửa chữa tạm thời bên mạn phải con tàu được thực hiện tại đảo san hô Majuro trước khi con tàu quay về Trân Châu Cảng vào ngày 13 tháng 2 để sửa chữa lớn. Thuyền trưởng của Indiana thừa nhận rằng con tàu của ông đã tách khỏi đội hình, và ông nhận hoàn toàn trách nhiệm về vụ va chạm. Ông bị Đô đốc Nimitz cách chức và được thay thế.

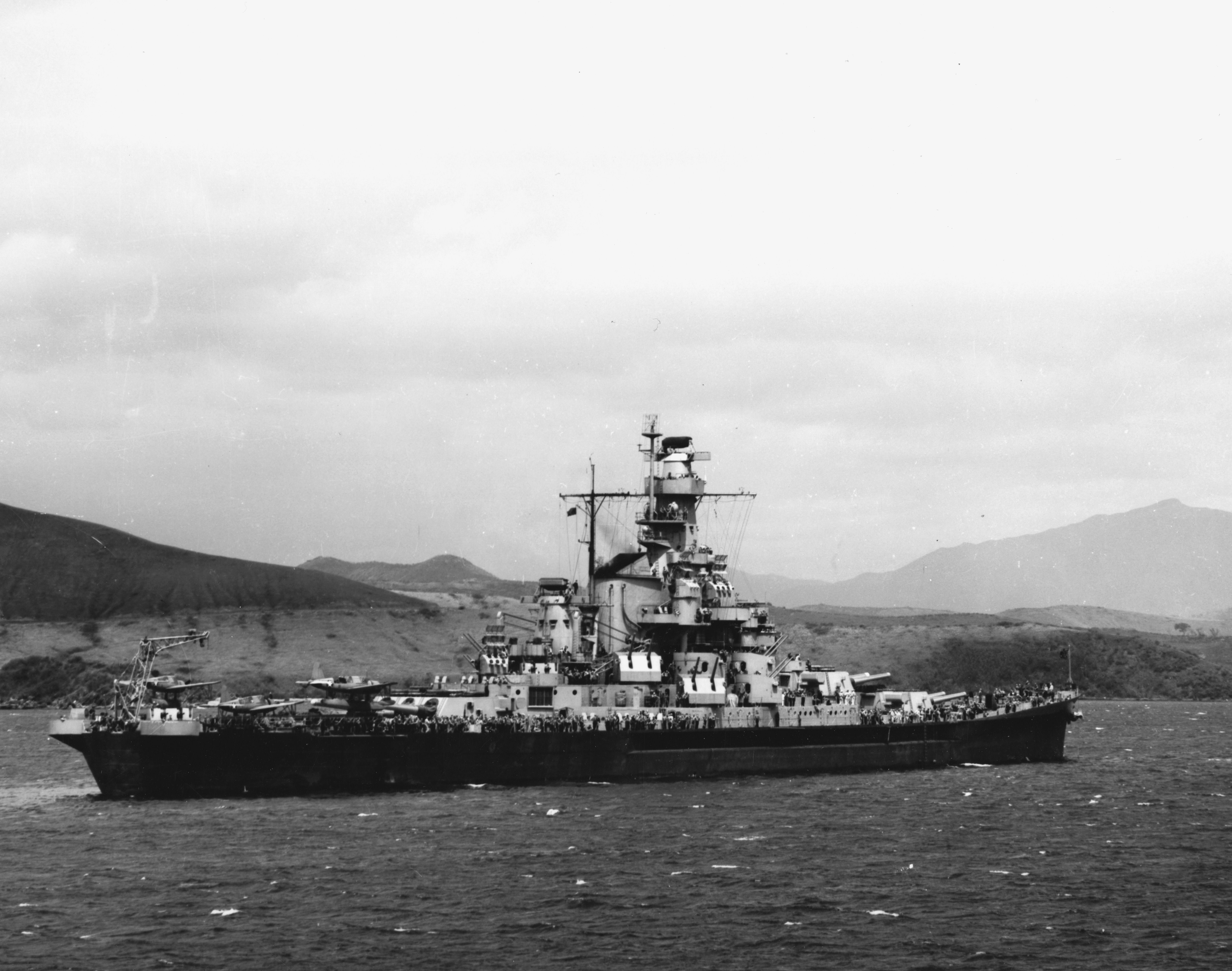
USS Indiana tại Nam Thái Bình Dương.

Indiana gia nhập Lực lượng Đặc nhiệm TF 58 trong cuộc không kích lớn nhắm vào đảo san hô Truk trong các ngày 29 và 30 tháng 4, rồi sau đó nó nả pháo xuống đảo Ponape trong ngày 1 tháng 5. Vào tháng 6 Indiana hướng đến quần đảo Marianas cùng hạm đội Mỹ đông đảo nhằm tấn công và chiếm đóng chuỗi quần đảo chiến lược này. Nó nả pháo xuống đảo Saipan trong các ngày 13 và 14 tháng 6 và bắn rơi nhiều máy bay đối phương bằng hỏa lực phòng không khi chống trả lại các đợt không kích trong ngày 15 tháng 6. Khi hạm đội tàu sân bay Nhật Bản tiến đến Marianas nhằm đẩy lui lực lượng Mỹ, Indiana đã đối đầu với họ trong thành phần "hàng thiết giáp hạm" của Phó Đô đốc Willis A. Lee. Hai hạm đội khổng lồ đã đối đầu nhau trong ngày 19 tháng 6 năm 1944 trong trận chiến lớn nhất giữa các tàu sân bay trong Thế Chiến II, Trận chiến biển Philippine, khi bốn đợt không kích được phía Nhật tung ra nhắm vào hạm đội Mỹ. Những chiếc máy bay tiêm kích F6F Hellcat của hạm đội, cùng với sự trợ giúp ít ỏi của các tàu hộ tống, đã bắn rơi gần 400 máy bay tấn công Nhật. Trận không chiến này vì vậy được mang cái tên lóng "Cuộc săn vịt trời Marianas vĩ đại". Với sự trợ giúp lớn từ các tàu ngầm, lực lượng của Phó Đô đốc Marc A. Mitscher đã đánh chìm ba tàu sân bay Nhật, trong đó có chiếc tàu sân bay kỳ cựu Shōkaku và chiếc tàu sân bay mới nguyên Taihō. Indiana đã bắn rơi nhiều máy bay đối phương, và né tránh được hai quả ngư lôi suýt trúng đích. Sau khi trận chiến kết thúc với ưu thế rõ rệt cho phía Mỹ, Indiana tiếp tục vai trò yểm trợ chung quanh các tàu sân bay, và đã ở liên tục ngoài biển khơi trong 64 ngày đêm liên tục để hỗ trợ cho cuộc chiếm đóng Marianas.
Vào tháng 8, Indiana bắt đầu hoạt động trong thành phần của Đội Đặc nhiệm 38.3, tiến hành bắn phá quần đảo Palau, và sau đó là Philippines. Nó hộ tống cho các cuộc không kích vào các căn cứ trên bờ của đối phương từ ngày 12 đến ngày 30 tháng 9 năm 1944, giúp chuẩn bị cho cuộc đổ bộ lên đảo Leyte sắp tới tại khu vực Trung quần đảo Philippine. Sau đó Indiana rời Philippines quay về xưởng hải quân tại Bremerton, Washington, và đến nơi vào ngày 23 tháng 10, để thực hiện việc đại tu cần thiết đồng thời cũng được trang bị thêm các vũ khí phòng không. Vì vậy, chiếc thiết giáp hạm đã có dịp tham dự Trận chiến vịnh Leyte mang tính quyết định ngoài khơi Philippines. Sau khi hoàn tất việc đại tu, Indiana khởi hành hướng đến Trân Châu Cảng.
Đi đến Trân Châu Cảng ngày 12 tháng 12, Indiana ngay lập tức bắt đầu tiến hành huấn luyện chuẩn bị cho các cuộc chiến mới. Nó lại lên đường vào ngày 10 tháng 1 năm 1945, và cùng với một lực lượng các thiết giáp hạm và tàu tuần dương, chiếc thiết giáp hạm tiến hành bắn phá Iwo Jima trong ngày 24 tháng 1. Sau đó Indiana hợp cùng Lực lượng Đặc nhiệm 58 quay về đảo san hô Ulithi, rồi lại khởi hành vào ngày 10 tháng 2 tham gia tấn công chiếm đóng Iwo Jima, bước tiếp theo của cuộc chinh phục Nhật Bản. Chiếc thiết giáp hạm đã hộ tống các tàu sân bay trong đợt không kích khu vực Tokyo vào ngày 17 tháng 2, và một đợt khác vào ngày 25 tháng 2, cùng với nhiệm vụ bảo vệ các cuộc không kích xuống Iwo Jima xen kẻ giữa hai lần đó. Sau đó, Indiana hỗ trợ cho cuộc không kích xuống Okinawa trước khi lên đường quay trở về căn cứ. Nó về đến Ulithi vào ngày 5 tháng 3 năm 1945 để được bổ sung tiếp liệu và nghỉ ngơi.
Indiana nhổ neo rời Ulithi vào ngày 14 tháng 3 năm tham gia trận chiến nhằm chiếm đóng Okinawa, và cho đến tháng 6 năm 1945, nó hỗ trợ cho hoạt động không kích của các tàu sân bay xuống chính quốc Nhật Bản và Okinawa. Các cuộc không kích này được thực hiện nhằm hỗ trợ tối đa cho chiến dịch trên đất liền, cũng như phá hủy nền công nghiệp chiến tranh Nhật Bản. Trong giai đoạn này, chiếc thiết giáp hạm phải thường xuyên chống trả các cuộc tấn công tự sát của đối phương, khi quân Nhật nỗ lực liều mạng một cách tuyệt vọng mong thay đổi được tình thế. Đầu tháng 6, Indiana thoát khỏi một cơn bão hung hãn, rồi sau đó hướng đến vịnh San Pedro thuộc Philippines, và đến nơi vào ngày 13 tháng 6.
Trong thành phần của Đội Đặc nhiệm 38.1, Indiana hoạt động tại vùng biển ngoài khơi các đảo chính quốc Nhật Bản từ ngày 1 tháng 7 đến ngày 15 tháng 8, hỗ trợ các cuộc không kích xuống Nhật Bản cũng như bắn pháo vào các mục tiêu duyên hải bằng các khẩu pháo chính 406 mm (16 inch). Chiếc thiết giáp hạm kỳ cự tiến vào vịnh Tokyo ngày 5 tháng 9 năm 1945; và chín ngày sau, nó khởi hành quay về San Francisco, California, và đến nơi vào ngày 29 tháng 9 năm 1945.
Quay trở về Hoa Kỳ không lâu sau khi Nhật Bản đầu hàng, Indiana được đưa về lực lượng dự bị vào tháng 9 năm 1946 và chính thức ngừng hoạt động một năm sau đó. Nó không còn tham gia hoạt động nào khác và bị bán để tháo dỡ vào tháng 10 năm 1963.
Cột buồm chính của Indiana được dựng tại Sân vận động Memorial của Trường Đại học Indiana Bloomington; một mỏ neo của nó đặt tại Đài tưởng niệm chiến tranh Allen County tại Fort Wayne, Indiana; trong khi chiếc chuông của nó hiện đang đặt tại Heslar Naval Armory ở Indianapolis, Indiana và nhiều hiện vật khác được trưng bày tại nhiều bảo tàng và trường học khác nhau khắp Indiana. Mũi tàu Indiana hiện đang đặt tại Berkeley, California.
Indiana được tặng thưởng chín Ngôi sao Chiến đấu do thành tích hoạt động trong Thế Chiến II.